# 兴农镇 (鸡东县)
兴农镇，是中华人民共和国黑龙江省鸡西市鸡东县下辖的一个乡镇级行政单位。

## 行政区划
兴农镇下辖以下地区：
兴农社区、四海社区、宝泉社区、兴农村、太平村、奋斗村、东保村、红旗村、四海村、双山村、兴林村和富强村。